# Marc-René de Voyer de Paulmy d'Argenson
Marc-René de Voyer de Paulmy d'Argenson (Blois, 13 de dezembro de 1623 — Veneza, maio de 1700) seigneur d'Argenson et de Vueil-le-Mesnil, conde de Rouffiac, foi um diplomata e político francês.

## Biografia
Filho de René de Voyer de Paulmy d'Argenson e de Hélène de La Font, era advogado de profissão e foi eleito conselheiro para o parlamento de Rouen em 26 de agosto de 1642, foi intendente subdelegado de seu pai nas eleições em Saintes e Cognac em 1 de novembro de 1644, e nas gerais de Poitiers em 2 de janeiro de 1646.
Nomeado maître des requetés em 4 de agosto de 1649, em 4 de setembro se tornou Conseiller d'Etat e substituiu seu pai como embaixador francês para o República de Veneza, onde então morou até 28 de novembro de 1655. Em 25 de janeiro de 1654 o rei da França elevou Rouffiac, em Angoumois, para a posição de condado em favor de Marc-René. Marc-René recebeu cartas-patente como honorário maître des requetés em 14 de fevereiro de 1657.
Em setembro de 1656 entrou para a Companhia do Santíssimo Sacramento, uma sociedade secreta com o objetivo de difundir a religião católica. Além de escrever os Anais da sociedade, compôs muitas obras piedosas, que foram destruídas no incêndio do Louvre em 1871. Algumas de suas correspondências com o outrora famoso escritor de cartas, Jean-Louis Guez de Balzac (1597-1654), foram publicadas.
Em 8 de maio de 1650 se casou com Marguerite Houlier de La Pouyade. Eles tiveram sete filhos:
- Marc-René de Voyer de Paulmy d'Argenson, se tornou tenente-general de polícia;
- Antoinette-Catherine (nascida em 28 de janeiro de 1654, Veneza), em 17 maio de 1667 se casou com Louis de Valory, seigneur d'Estilly;
- Françoise, morreu sem deixar filhos;
- François-Hélie (nascido em 22 de setembro de 1656), prior de Saint-Nicolas de Poitiers e arcebispo de Bordeaux;
- Thérèse-Hélène, morreu sem deixar filhos;
- Marie-Scholastique (nascida em 10 de fevereiro de 1661), irmã carmelita em Angoulême;
- Joseph-Ignace (30 de dezembro de 1662-1690), nomeado cavaleiro de Malta em 30 de março de 1666, embora ainda fosse menor de idade.